# Binodoxys letifer
Binodoxys letifer är en stekelart som först beskrevs av Alexander Henry Haliday 1833.  Binodoxys letifer ingår i släktet Binodoxys och familjen bracksteklar. Inga underarter finns listade.